# Bracon densipilosus
Bracon densipilosus är en stekelart som beskrevs av Vladimir Ivanovich Tobias 1957. Bracon densipilosus ingår i släktet Bracon och familjen bracksteklar. Inga underarter finns listade.